# Söraby kyrka
Söraby kyrka är en kyrkobyggnad som ligger i samhället Rottne i Växjö kommun. Den är församlingskyrka i Söraby församling i Växjö stift.

## Kyrkobyggnaden
Norra Rottne och Södra Rottne var församlingar som båda hade små, bristfälliga träkyrkor. Behovet av nybyggnad hade diskuterats sedan mitten av 1700-talet. År 1779 sammanslogs de båda församlingarna under namnet Rottne. Året dessförinnan hade beslut fattats om nybyggnad av gemensam kyrka. Den plats som utsågs för den nya kyrkan låg nordost om den gamla kyrkan i Södra Rottne. Ritningar till kyrkan hade upprättats av Överintendentsämbetet.
Kyrkan som fick en gustaviansk  prägel uppfördes 1780–1781 under ledning av byggmästaren Peter Wiberg från Nottebäck och murmästaren Håkan Krasse. Den är byggd i sten och vitkalkad. Långhuset med brutet tak avslutas med ett halvrunt kor i öster. Sakristian är byggd på norrsidan i nära anslutning till koret. Tornet i väster där huvudingången är belägen är försett med en hjälmformad huv samt  tornur i de fyra väderstrecken och krönt av en mindre lanternin. De båda medeltida träkyrkorna revs. År 1825  fick den sammanslagna församlingen namnet Söraby..
I kyrkans torn hänger tre kyrkklockor. Storklockan är ursprungligen från Södra Rottnes kyrka, gjuten 1704. Men 1798 blev den tillsammans med lillklockorna från Norra och Södra Rottnes kyrkor omgjuten till två klockor i form av en storklocka och en lillklocka. Mellanklockan har tidigare haft sin plats i klockstapeln i Norra Rottnes klockstapel och antas vara från  1400- eller 1500-talet.

## Inventarier
- Dopfunt   av sandsten från  1100-talets andra hälft. Försedd med djurreliefer. Ett verk av Njudungsgruppen.
- Altartavla  från 1781 med motiv: ” Maria Magdalena  vid Jesu kors”. Vem som är konstnären är ovisst trots en påskrift "Målad af P. Hörberg. Renoverad 1882 af B N" = (Bengt Nordenberg) Tavlan omramas av en  altaruppställning bestående av  pilastrar krönt med eldurnor. Överstycket är prytt med en kalk inramad  av palmkvistar samt allra överst ett kors.
- Halvcirelformad altarring  med svarvade balusterdockor.
- Predikstol  med ljudtak förfärdigad  1787 i stram gustaviansk stil. Uppgång från sakristian.
- Votivskepp. Gåva av skeppare Nils Bolander 1753.
- Sluten bänkinredning.
- Orgelläktare med svarvade balusterdockor. Mittstycket prytt med förgyllda musikinstrument.

## Bildgalleri

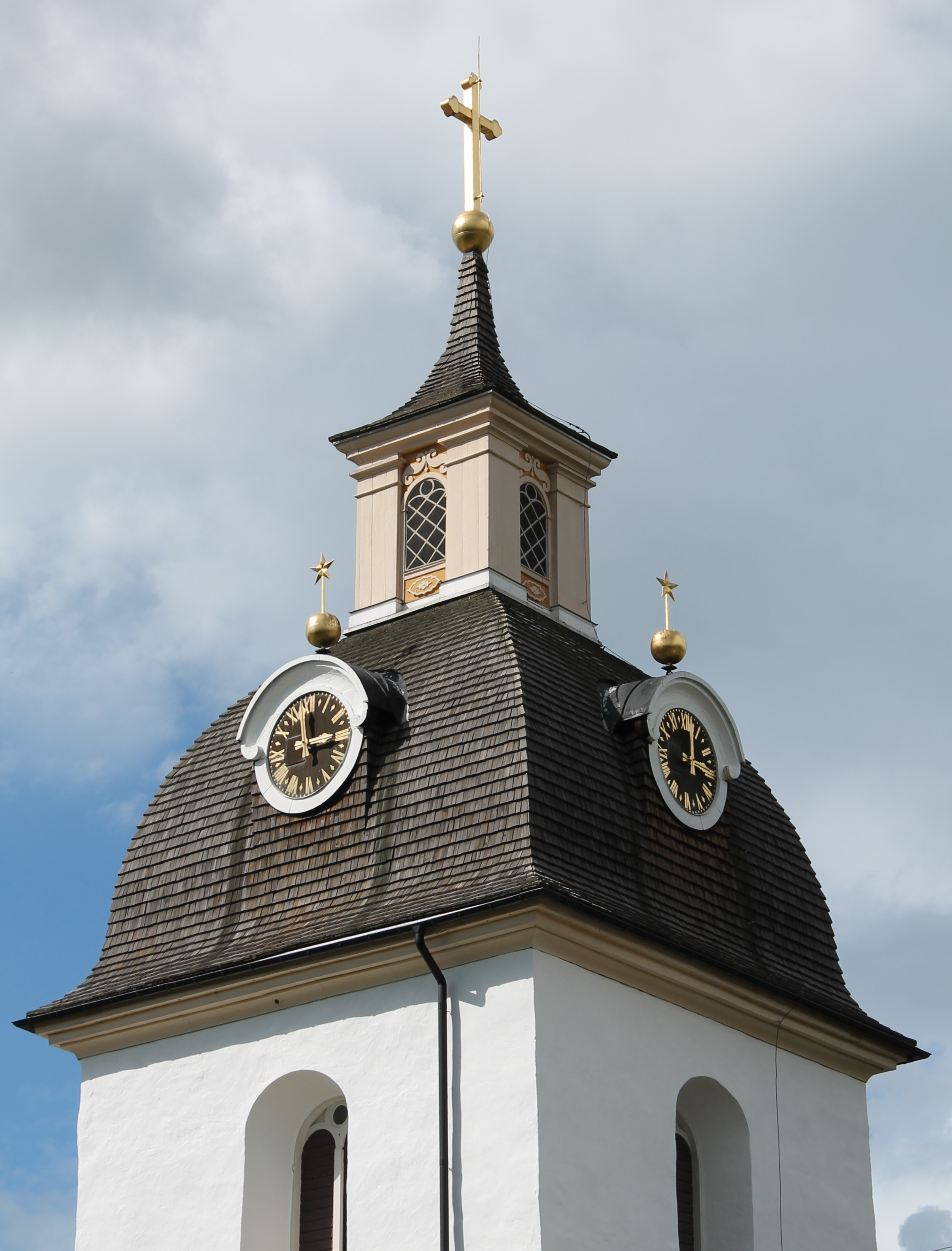
Tornhuv och lanternin.
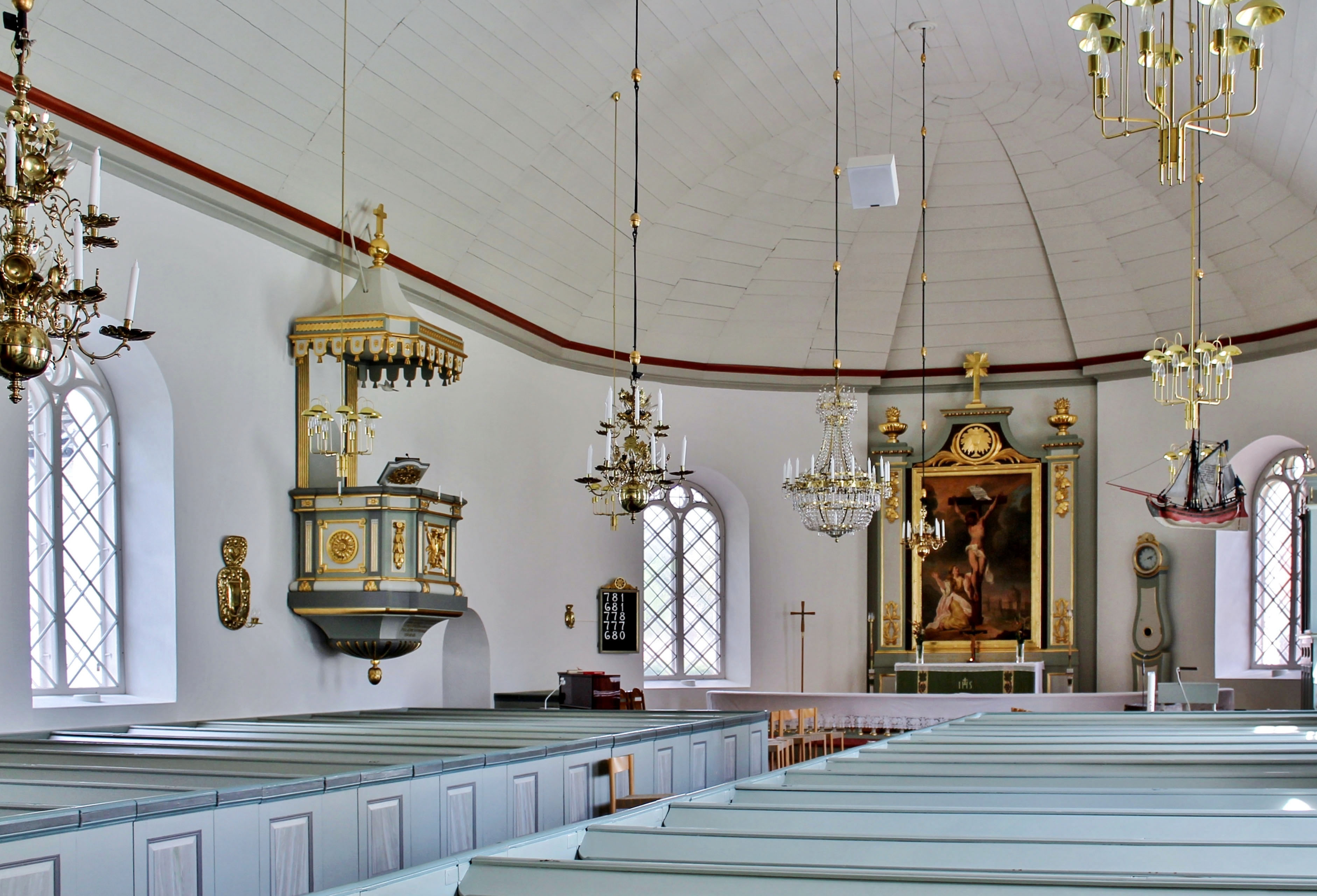
Interiör mot öster.
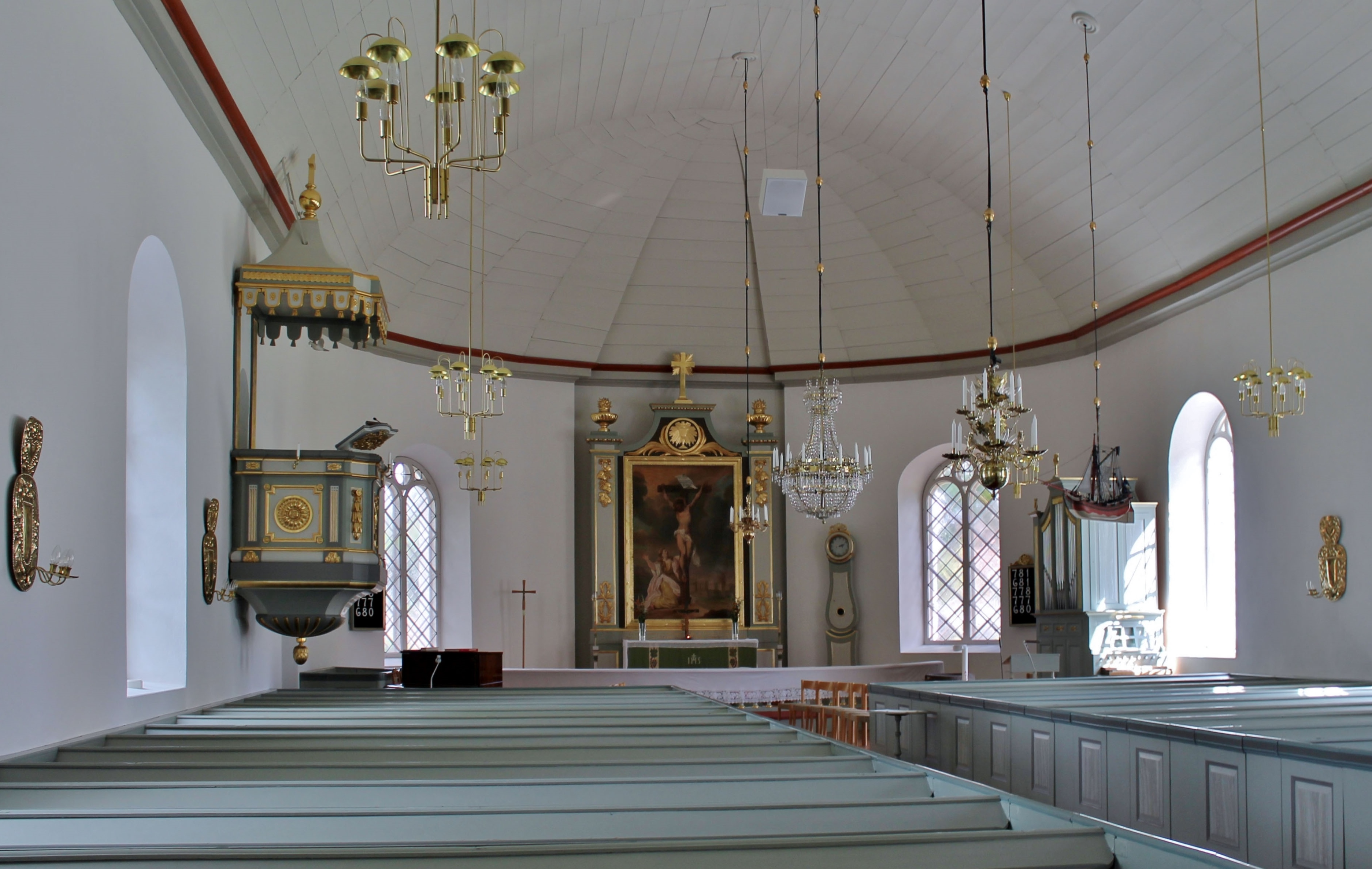
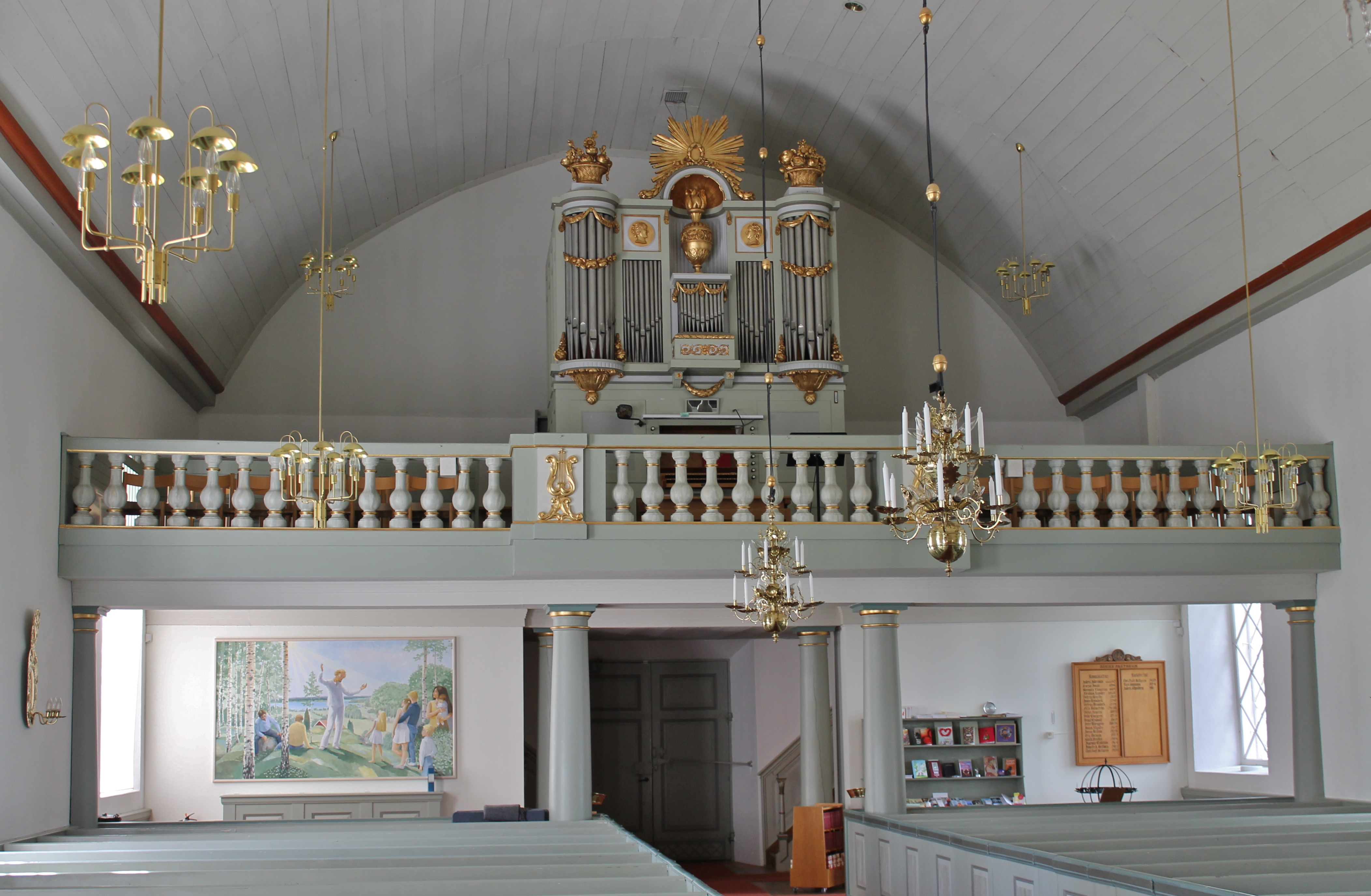
Kyrkorummet mot väster.
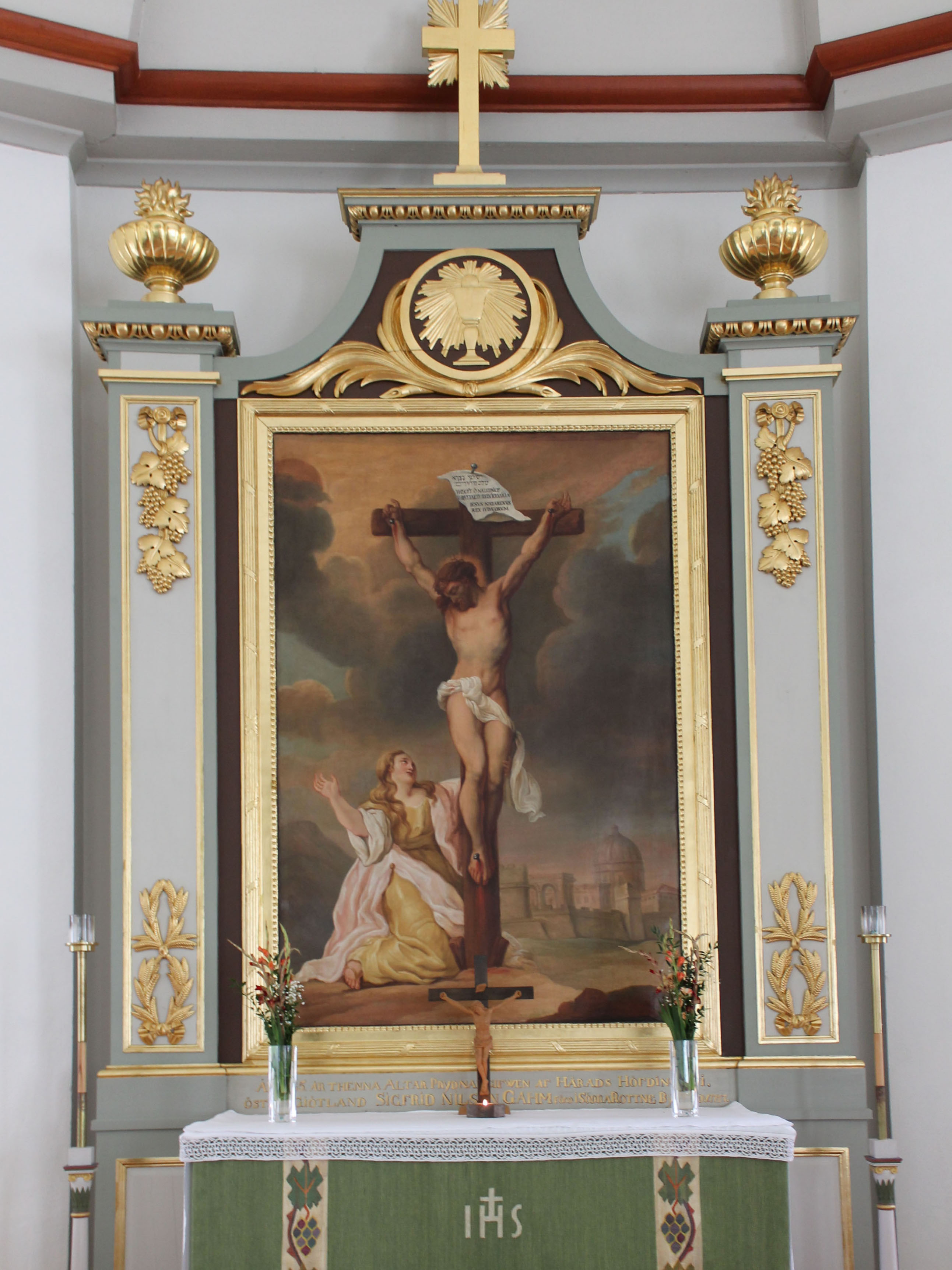
Altartavla:Maria Magdalena vid Jesu kors.
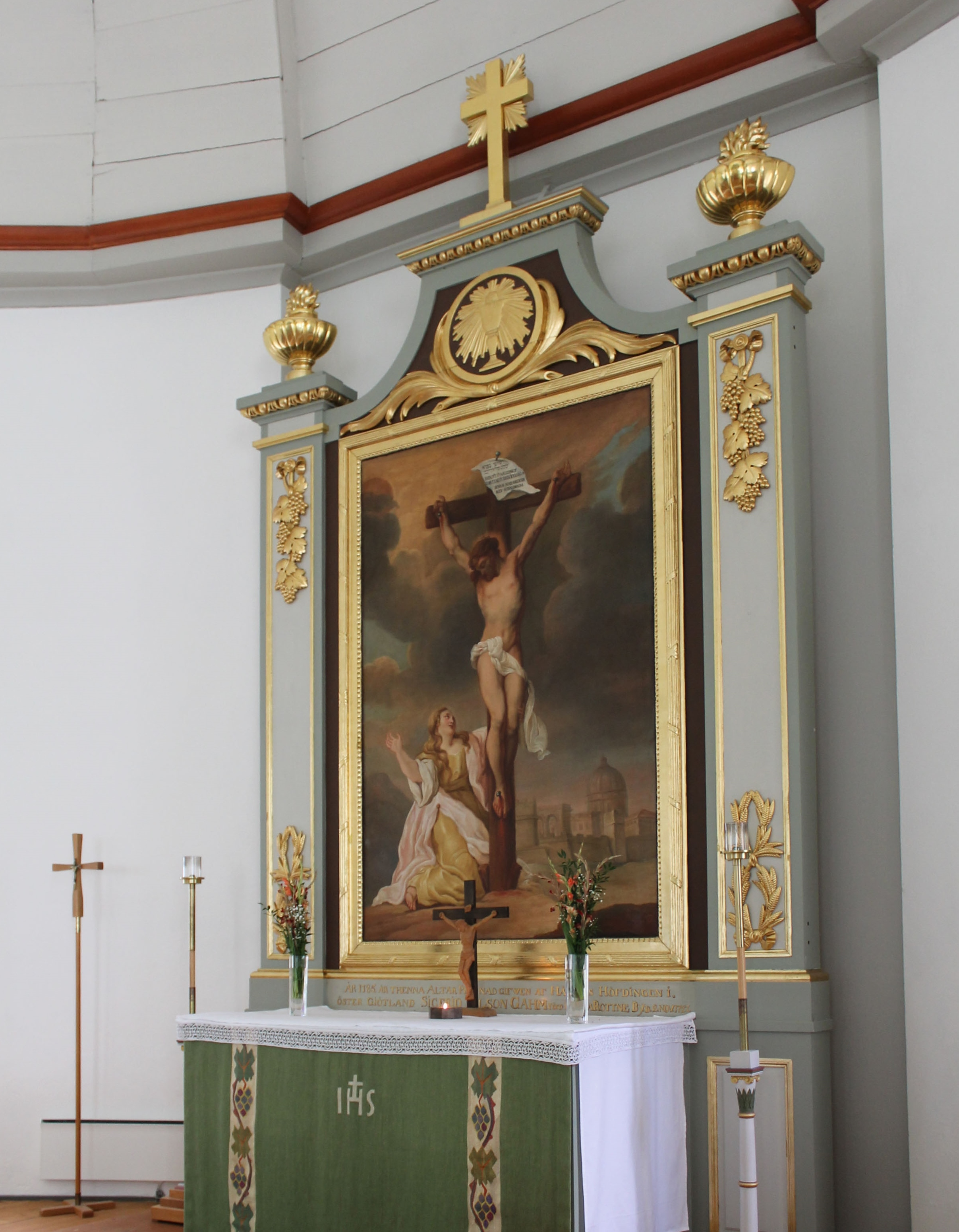
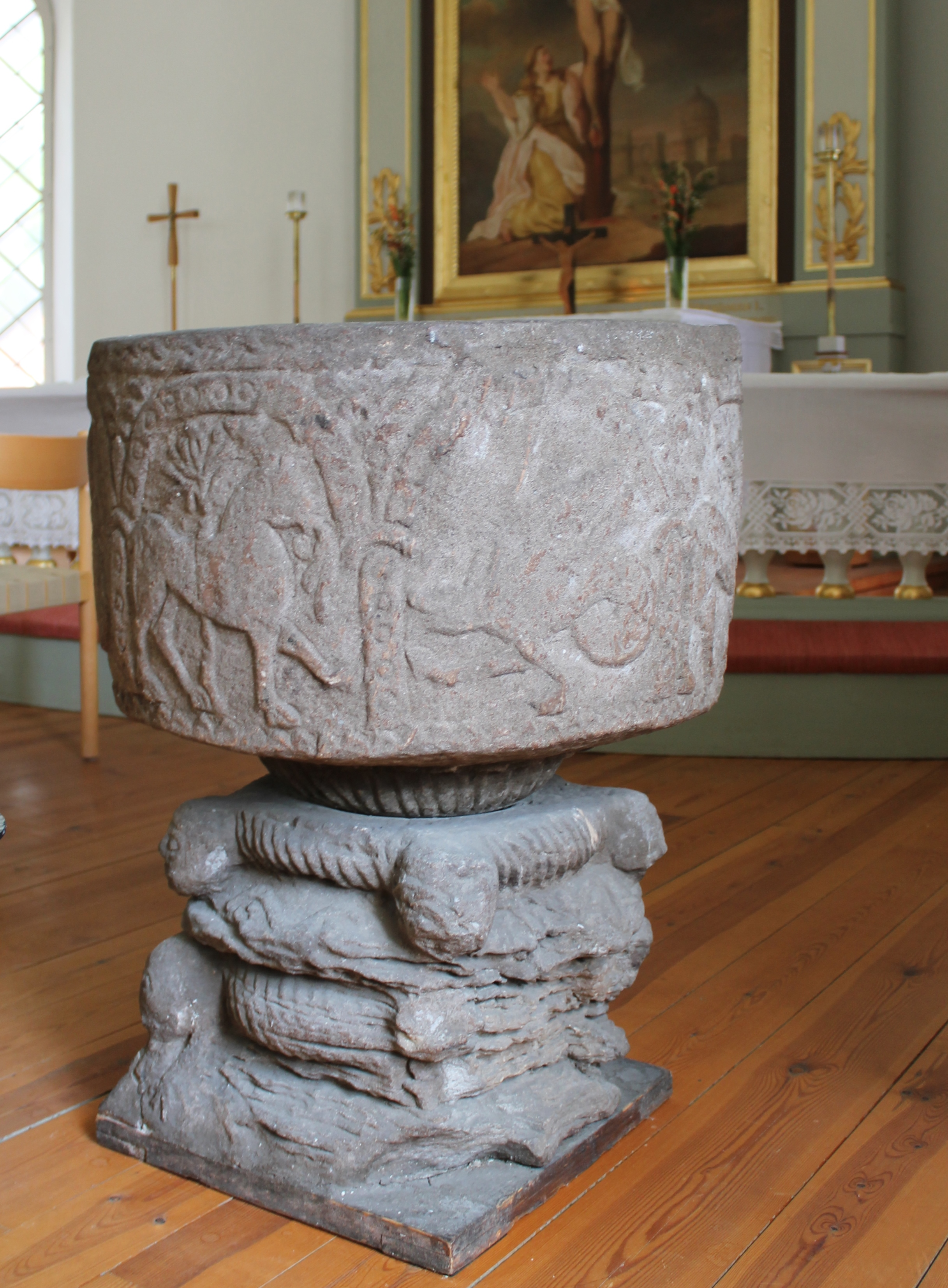
Dopfunt i sandsten,1100-talet.
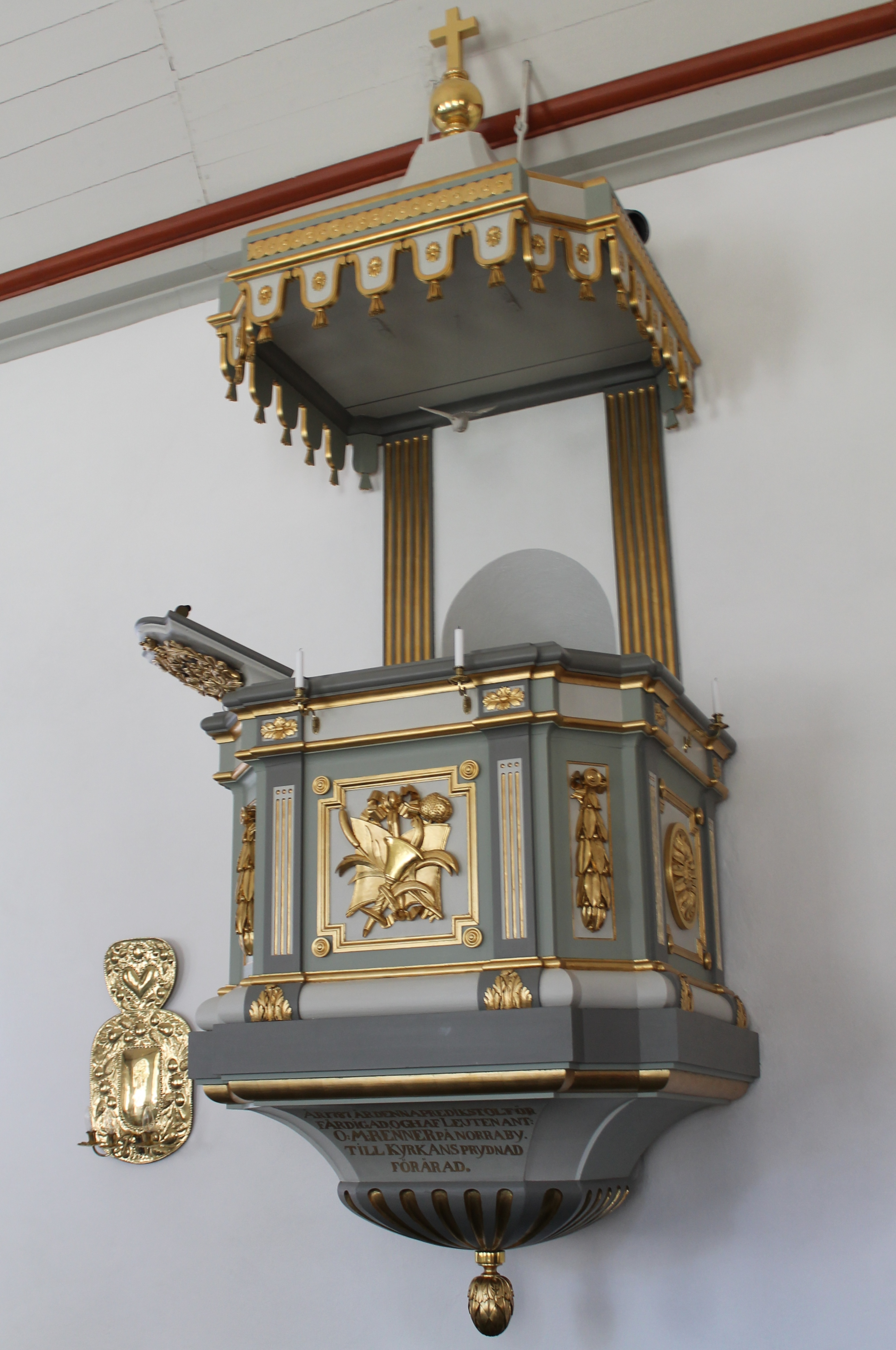
Predikstol i gustaviansk stil 1787.
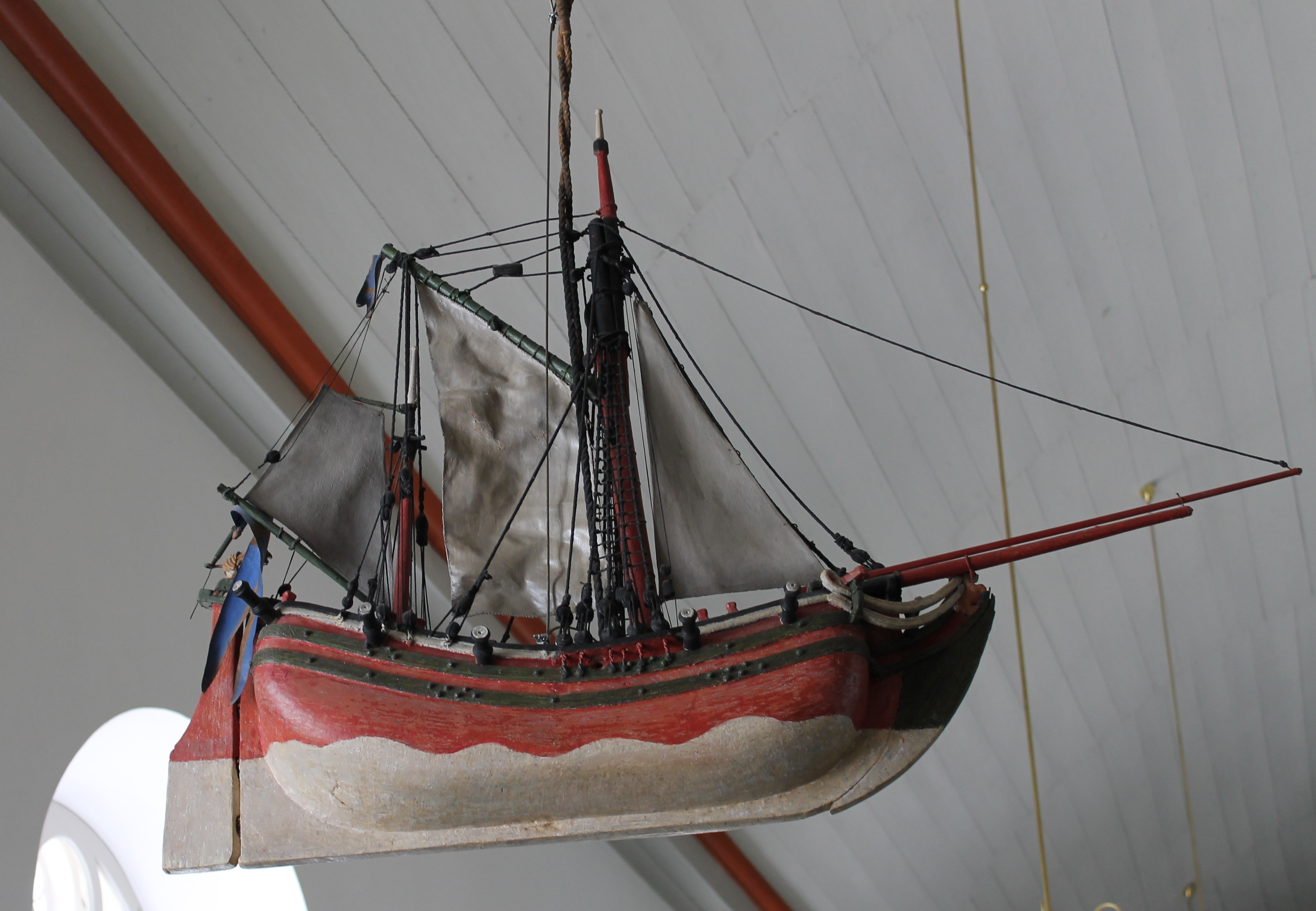
Votivskepp. Gåva av skeppare Nils Bolander 1753.
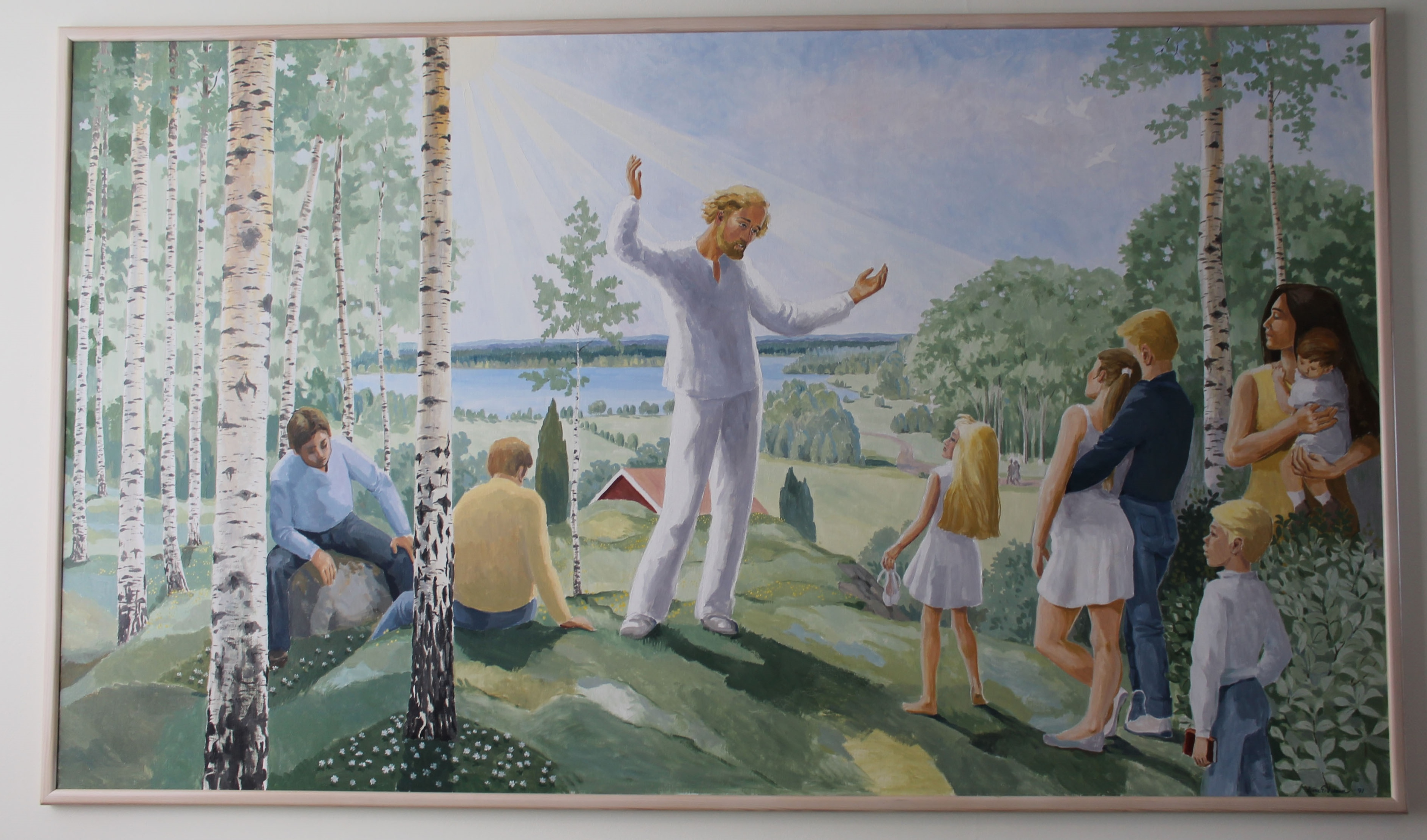
Bergspredikan
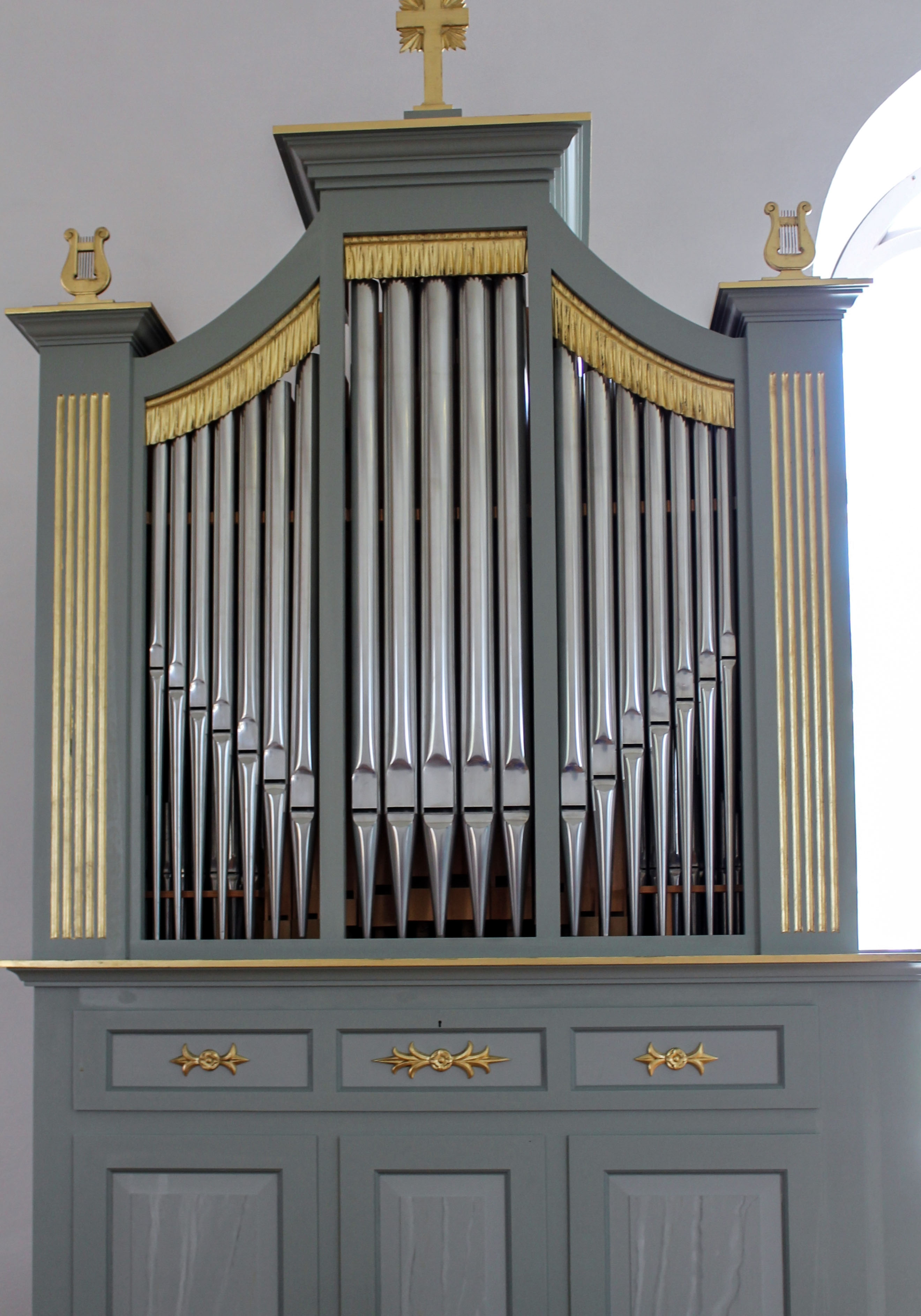
Kororgeln

## Orglar

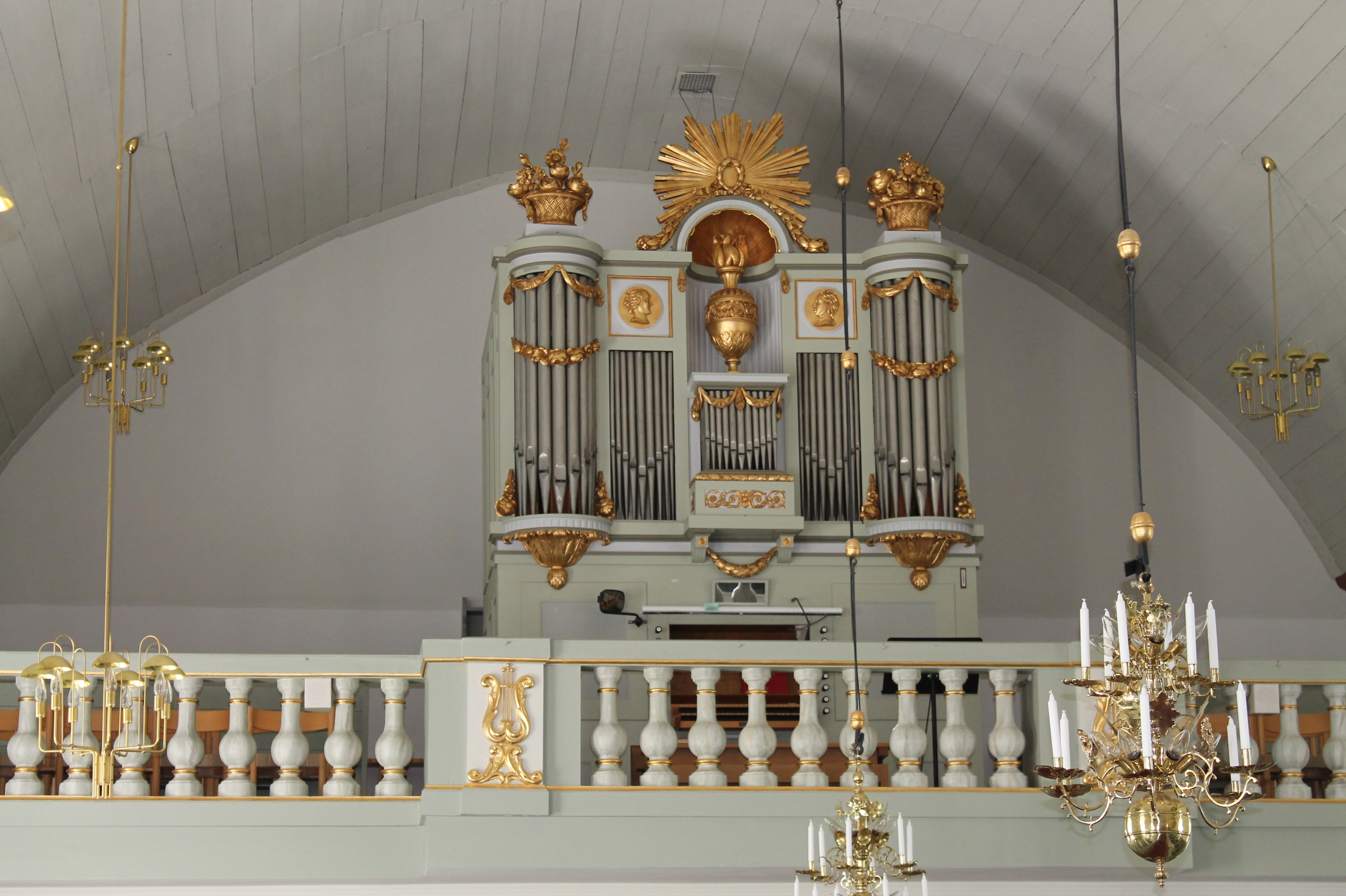
Läktarorgeln med Tempelmans fasad

- Kyrkans första orgel byggdes 1785 av Pehr Schiörlin, Linköping. Ritningar till orgelfasaden och läktaren som är gustavianskt präglad med profan ornamentik är utförda av Olof Tempelman. Orgeln hade 10 stämmor.[3]

- 1873 byggdes orgelverket om av Carl August Johansson i Broaryd, Nöbbele.

- 1926 eller 1923 byggdes ett helt nya orgelverk av Setterquist & Son, Örebro med 12 stämmor.

- 1972 byggdes ett helt nya orgelverk av Setterquist & Son, Örebro. Orgeln är mekanisk och fasaden från Schiörlinorgeln står kvar.

| Huvudverk I   | Svällverk II      | Pedal        | Koppel |
| Principal 8´  | Gedackt 8´        | Subbas 16´   | I/P    |
| Rörflöjt 8´   | Principal 4´      | Oktava 8´    | II/P   |
| Oktava 4'     | Rörflöjt 4´       | Nachthorn 4´ | II/I   |
| Spetsflöjt 4' | Gemshorn 2'       |              |        |
| Oktava 2'     | Scharf 2 chor     |              |        |
| Mixtur 3 chor | Skalmeja 8'       |              |        |
|               | Crescendosvällare |              |        |

- 1985 byggdes ytterligare ett nytt orgelverk, denna gång av Västbo Orgelbyggeri.

- 1991 anskaffades en kororgel, byggd av Sune Fondell, Ålem.